# پائول فان دن بروک
پائول فان دن بروک (انگلیسی: Paul Van den Broeck; ۱۸ سپتامبر ۱۹۰۴ – تاریخ ورودی نامعتبر است) بازیکن هاکی روی یخ اهل بلژیک بود.